# Viatjo sola
Viatjo sola (originalment en italià: Viaggio sola) és una pel·lícula italiana de comèdia dramàtica del 2013 dirigida per Maria Sole Tognazzi. Per la seva interpretació, Margherita Buy va guanyar el David di Donatello a la millor actriu. La pel·lícula també va guanyar el Nastro d'Argento a la millor comèdia. S'ha doblat al català.

## Repartiment
- Margherita Buy: Irene
- Stefano Accorsi: Andrea
- Fabrizia Sacchi: Silvia
- Gianmarco Tognazzi: Tommaso
- Alessia Barela: Fabiana
- Lesley Manville: Kate Sherman
- Henry Arnold: Director